# Prunus lamponga
Prunus lamponga — вид квіткових рослин з родини трояндових (Rosaceae). Ареал охоплює такі країни: Індонезія (Калімантан, Суматра), Малайзія (Півострів Малайзія, Сабах, Саравак).

## Середовище
Росте в первинних та вторинних лісах від рівня моря до приблизно 1500 метрів над рівнем моря. Основними загрозами для цього виду є вирубка лісів та руйнування середовища існування через перетворення на сільськогосподарські угіддя та плантації.

## Морфологічна характеристика
Цей вид — невелике дерево, рідко перевищує 15 метрів заввишки.

## Використання
Їстівне насіння збирають у дикій природі для місцевого використання, тоді як деревина заготовлюється комерційно. Дерева також висаджують як декоративні рослини та для створення тіні.